# Dragan Laković
Dragan Laković (Skoplje, 28. ožujka 1929. - Beograd, 31. svibnja 1990.) bio je srbijanski glumac i pjevač dječjih pjesama.
Igrao je u brojnim filmovima, televizijskim serijama i emisijama za djecu, kao i kazališnim predstavama. Najpoznatiji je po svojoj dječjoj emisiji "Deco, pevajte sa nama", u kojoj je sudjelovao dječji pjevački zbor "Kolibri". Njegov brat blizanac bio je glumac Predrag Laković.

## Životopis
Dragan Laković je rođen kao mlađe blizanačko dijete u skopskoj obitelji Laković (njegov brat Predrag je rođen 5 minuta ranije) 28. ožujka 1929. godine u Skoplju, u tadašnjoj Kraljevini Srba, Hrvata i Slovenaca.
Preminuo je u svom domu u Beogradu 31. svibnja 1990. godine od infarkta, neposredno nakon povratka s reprize kazališne predstave "Čovek od La Manče" u kojoj je igrao glavnu ulogu Don Kihota.
2014. godine, u beogradskoj općini Novi Beograd, otvoren je dječji vrtić koji nosi njegovo ime

## Gluma

### Film
| Godina | Film                                                    | Uloga                         |
| ------ | ------------------------------------------------------- | ----------------------------- |
| 1958.  | Pogon B                                                 | Dejan Vojnović                |
| 1958.  | Tri koraka u prazno                                     | mornar Marko                  |
| 1959.  | Campo Mamula                                            | Rade                          |
| 1960.  | Kapetan Leši                                            | Major Demir (glas)            |
| 1960.  | Bolje je umeti                                          | mladi inženjer Dejan Vojnović |
| 1964.  | Put oko sveta                                           | kauboj, vozač diližanse       |
| 1966.  | Gorke trave (Zeugin aus der Hölle)                      |                               |
| 1966.  | Kiss Kiss, Kill Kill (Kommissar X - Jagd auf Unbekannt) |                               |
| 1968.  | Sirota Marija                                           | policajac                     |
| 1981.  | Laf u srcu                                              | Anitin brat                   |
| 1984.  | Jaguarov skok                                           | Steve Cuborg (Steva Čuburac)  |
| 1984.  | Moljac                                                  | Gocin otac                    |
| 1984.  | Lude godine: Šta se zgodi kad se ljubav rodi            | Natašin deda                  |
| 1985.  | Ćao, inspektore                                         | inspektor                     |

### Televizija

#### TV serije
| Godina        | Serija                        | Uloga/napomena                       |
| ------------- | ----------------------------- | ------------------------------------ |
| 1962. – 1963. | Muzej voštanih figura         | 6 epizoda                            |
| 1963. – 1964. | Na slovo, na slovo            | 15 epizoda                           |
| 1965.         | Hiljadu zašto                 |                                      |
| 1965.         | Kod sudije za prekršaje       | 1 epizoda                            |
| 1967.         | Zabavlja vas Mija Aleksić     |                                      |
| 1967.         | Ofelija                       | kaskader I                           |
| 1967.         | Krug dvojkom                  | Beriša                               |
| 1967.         | Parničari                     | 1 epizoda                            |
| 1967.         | Dežurna ulica                 | 6 epizoda                            |
| 1967.         | Ni crno ni belo               |                                      |
| 1968.         | Prvoklasni haos               |                                      |
| 1968.         | Naše priredbe                 |                                      |
| 1969.         | Muzikanti                     | 1 epizoda                            |
| 1970.         | Ljubav na seoski način        | stric Laza, 3 epizode                |
| 1971.         | Levaci                        | poslovođa Mita, 1 epizoda            |
| 1971.         | Diplomci                      | Radetov otac Krle, 1 episoda         |
| 1971.         | Na slovo, na slovo            |                                      |
| 1972.         | Majstori                      | bokser Čuma, 1 epizoda               |
| 1972.         | Glumac je glumac              |                                      |
| 1973.         | Kamiondžije                   | Bambalić mlađi, 1 epizoda            |
| 1972. – 1980. | Pozorište u kući              | Čvrga Čvrgavi/Bizgović, 5 epizoda    |
| 1973.         | Naše priredbe                 | 7 epizoda                            |
| 1976.         | Na putu izdaje                | 1 epizoda                            |
| 1978.         | Profesionalci                 | 1 epizoda                            |
| 1979.         | Sedam plus sedam              | Dragan, 1 epizoda                    |
| 1980.         | Vruć vetar                    | direktor nogometnog kluba, 1 epizoda |
| 1981.         | Naši pesnici                  |                                      |
| 1981.         | Vojnici                       | 1 epizoda                            |
| 1982.         | Podvizi družine "Pet petlića" | glas                                 |
| 1982.         | Jack Holborn                  | Mr. Arrows, 1 epizoda                |
| 1984.         | Sedefna ruža                  |                                      |
| 1985.         | Ericijada                     |                                      |
| 1986.         | Sivi dom                      | Šoškić, 5 epizoda                    |
| 1987.         | Deco, pevajte sa nama         | voditelj                             |
| 1988.         | Vuk Karadžić                  | Rajović, 2 epizode                   |
| 1989.         | Rođaci iz Lazina              |                                      |
| 1991.         | Zaboravljeni                  | Džogijev otac, 1 epizoda             |

#### TV filmovi
| Godina | Film                             | Uloga                           |
| ------ | -------------------------------- | ------------------------------- |
| 1963.  | Banket u Šarengradu              |                                 |
| 1968.  | Martin Krpan s vrha              | Martin Krpan                    |
| 1969.  | Karusel                          |                                 |
| 1970.  | Milorade, kam bek                | Laza                            |
| 1971.  | Nesalomivi                       |                                 |
| 1972.  | Čučuk Stana                      | pjevač                          |
| 1973.  | Policajci                        |                                 |
| 1975.  | Povratak lopova                  | pijanica u vlaku                |
| 1978.  | Mala terca                       |                                 |
| 1980.  | Samo za dvoje                    | ljubavnik Miloradove bivše žene |
| 1981.  | Istorija bračnog loma u tri toma | član liječničkog konzilija      |
| 1984.  | Nesrećna kafina                  | harambaša Zodeker               |
| 1986.  | Neozbiljni Branislav Nušić       | glumac Čovjek s nogom           |

### Kazalište
Od 1961. godine, član je beogradskog kazališta "Pozorište na Terazijama".

## Glazba
Svoju glazbenu karijeru, Dragan Laković je posvijetio djeci, odnosno pjesmama za djecu. Velik dio pjesama su napisali Duško Radović i Ljubivoje Ršumović.

### Diskografija
| Naziv izdanja                                                                       | Tip         | Godina | Izdavač  |
| ----------------------------------------------------------------------------------- | ----------- | ------ | -------- |
| Balalajka                                                                           | EP          | 1967.  | Diskos   |
| Uspavanka                                                                           | EP          | 1968.  | Diskos   |
| Za đake prvake (zajedno s dječjim zborom "Kolibri" i orkestrom Mirka Šouca)         | EP          | 1970.  | Diskos   |
| Plavi čuperak (zajedno sa ženskim vokalnim kvartetom RTB-a i orkestrom Mirka Šouca) | EP          | 1970.  | PGP RTB  |
| Alo, Frankfurt (zajedno sa Žikom Milenkovićem)                                      | singl       | 1971.  | PGP RTB  |
| Pesma Radost Evrope (zajedno sa zborom "Hor Doma pionira")                          | singl       | 1971.  | Šumadija |
| Jednog zelenog dana                                                                 | EP          | 1973.  | PGP RTB  |
| Ivin voz                                                                            | album       | 1974.  | PGP RTB  |
| Deco, pevajte s nama                                                                | kompilacija | 1976.  | PGP RTB  |
| Nema zemlje Dembelije (zajedno s Aleksandrom Koraćem)                               | album       | 1977.  | PGP RTB  |
| Verujem u 300 čuda                                                                  | album       | 1980   | PGP RTB  |
| 8. mart - Ruke moje majke                                                           | singl       | 1981.  | PGP RTB  |
| Najlepša mama na svetu                                                              | album       | 2008.  | PGP RTS  |

## Vanjske poveznice
- IMDb: Dragan Laković
- Diskografija Dragana Lakovića